# Liste der Botschafter der Vereinigten Staaten in Tschechien

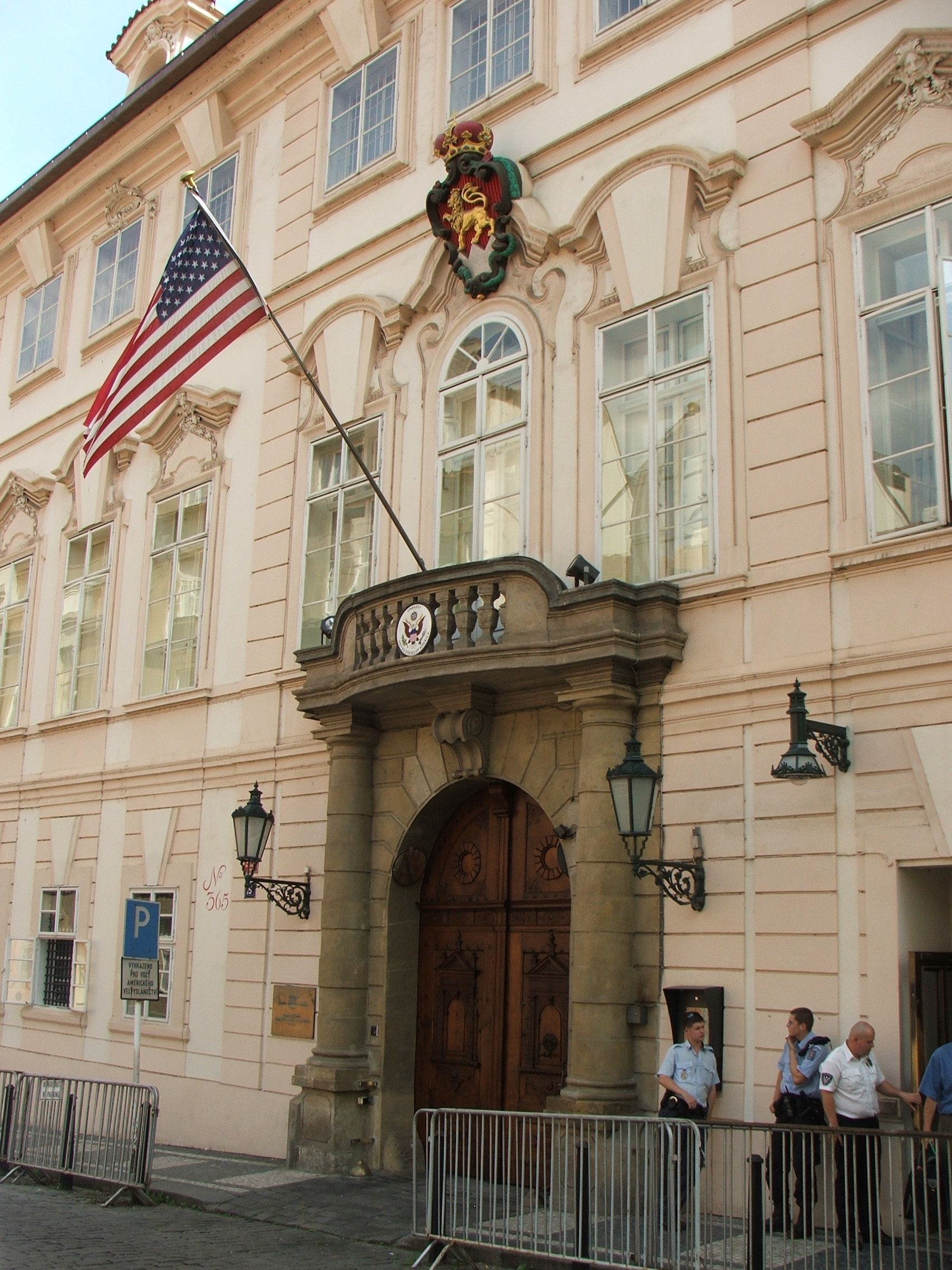
Die US-Botschaft im Palais Schönborn (Prag)

Diese Liste der Botschafter der Vereinigten Staaten in Tschechien enthält die diplomatischen Vertreter der Vereinigten Staaten in der Tschechoslowakischen bzw. Tschechischen Republik seit 1919. Die US-amerikanische Botschaft befindet sich im Palais Schönborn und die Residenz der Botschafter sowie ihrer Familienangehörigen in der Villa Otto Petschek in Prag.

## Diplomatische Vertreter in der Tschechoslowakei

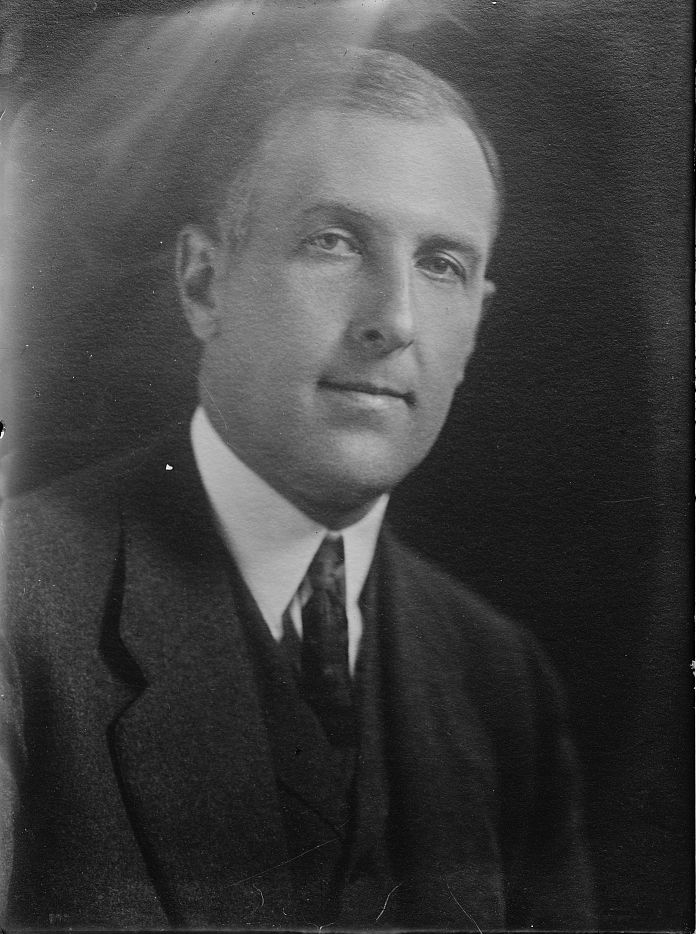
Richard Teller Crane, der erste in Prag akkreditierte US-Diplomat

- Richard Teller Crane (außerordentlicher Gesandter), 1919–1921
- Lewis Einstein (außerordentlicher Gesandter), 1921–1930
- Abraham C. Ratshesky (außerordentlicher Gesandter), 1930–1932
- Henry Frank Holthusen (außerordentlicher Gesandter), 1932–1933
- Francis White (außerordentlicher Gesandter), 1933
- J. Butler Wright (außerordentlicher Gesandter), 1934–1937
- Wilbur J. Carr (außerordentlicher Gesandter), 1937–1939

1939 wurde die Botschaft nach der deutschen Besetzung der Tschechoslowakei geschlossen

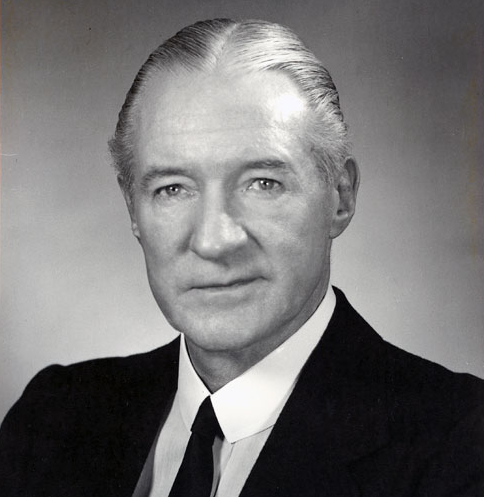
Anthony Biddle

- Anthony Joseph Drexel Biddle (außerordentlicher Gesandter, akkreditiert bei der Tschechoslowakischen Exilregierung in London), 1941–1943 (1943 zum Botschafter ernannt)
- Laurence Steinhardt (Botschafter), 1945–1948
- Joseph E. Jacobs (Botschafter), 1948–1949
- Ellis O. Briggs (Botschafter), 1949–1952
- George Wadsworth (Botschafter), 1952–1953
- U. Alexis Johnson (Botschafter), 1953–1957
- John Moore Allison (Botschafter), 1958–1960
- Christian M. Ravndal (Botschafter), 1960–1961
- Edward T. Wailes (Botschafter), 1961–1962
- Outerbridge Horsey (Botschafter), 1963–1966
- Jacob D. Beam (Botschafter), 1966–1969
- Malcolm Toon (Botschafter), 1969–1971
- Albert W. Sherer (Botschafter), 1972–1975
- Thomas Ryan Byrne (Botschafter), 1976–1978
- Francis J. Meehan (Botschafter), 1979–1980
- Jack Matlock (Botschafter), 1981–1983
- William Luers (Botschafter), 1983–1986
- Julian Niemczyk (Botschafter), 1986–1989
- Shirley Temple Black (Botschafterin), 1989–1992
- Adrian A. Basora (Botschafter), 1992

## Diplomatische Vertreter in Tschechien

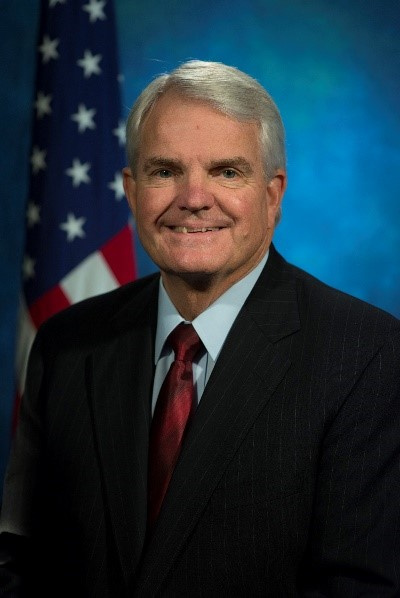
Steve King, von 2017 bis 2021 US-Botschafter in Prag

- Adrian A. Basora (Botschafter), 1993–1995
- Jenonne R. Walker (Botschafterin), 1995–1998
- John Shattuck (Botschafter), 1998–2000
- Craig Roberts Stapleton (Botschafter), 2001–2003
- William J. Cabaniss (Botschafter), 2003–2006
- Richard Graber (Botschafter), 2006–2009

Amt vakant 2009–2010
- Mary Thompson-Jones (interimistische Geschäftsträgerin), 2009–2010
- John Ordway (interimistischer Geschäftsträger), 2010
- Joseph Pennington (interimistischer Geschäftsträger), 2010
- Norm Eisen (Botschafter), 2010–2011
- Andrew H. Schapiro (Botschafter), 2014–2017
- Steve King (Botschafter), 2017–2021[1]
- Jennifer Bachus (interimistische Geschäftsträgerin), seit 20. Januar 2021[2]